# Abatanado

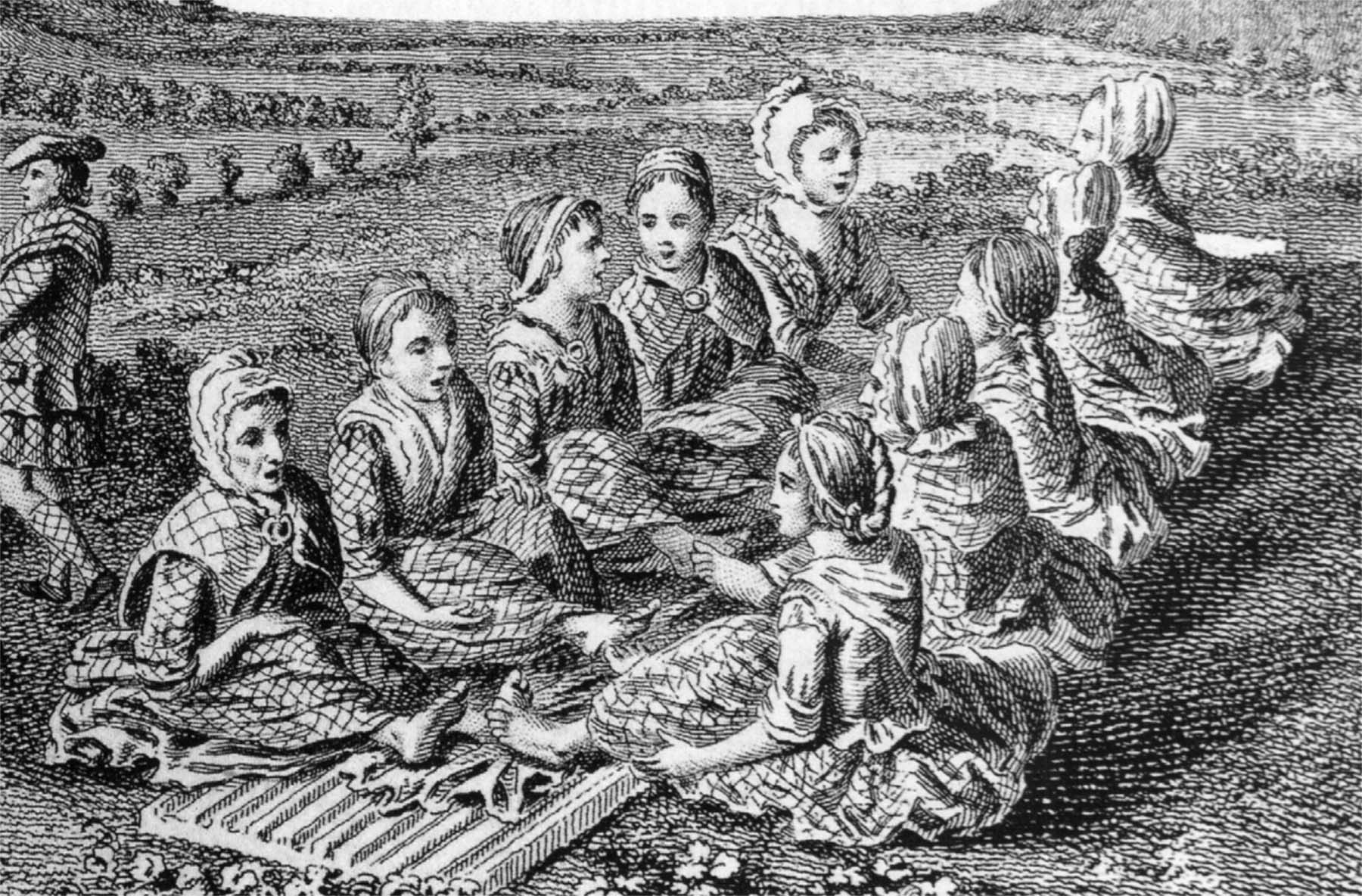
Mujeres escocesas abatanando un paño de lana, 1772 (grabado realizado por Thomas Pennant).

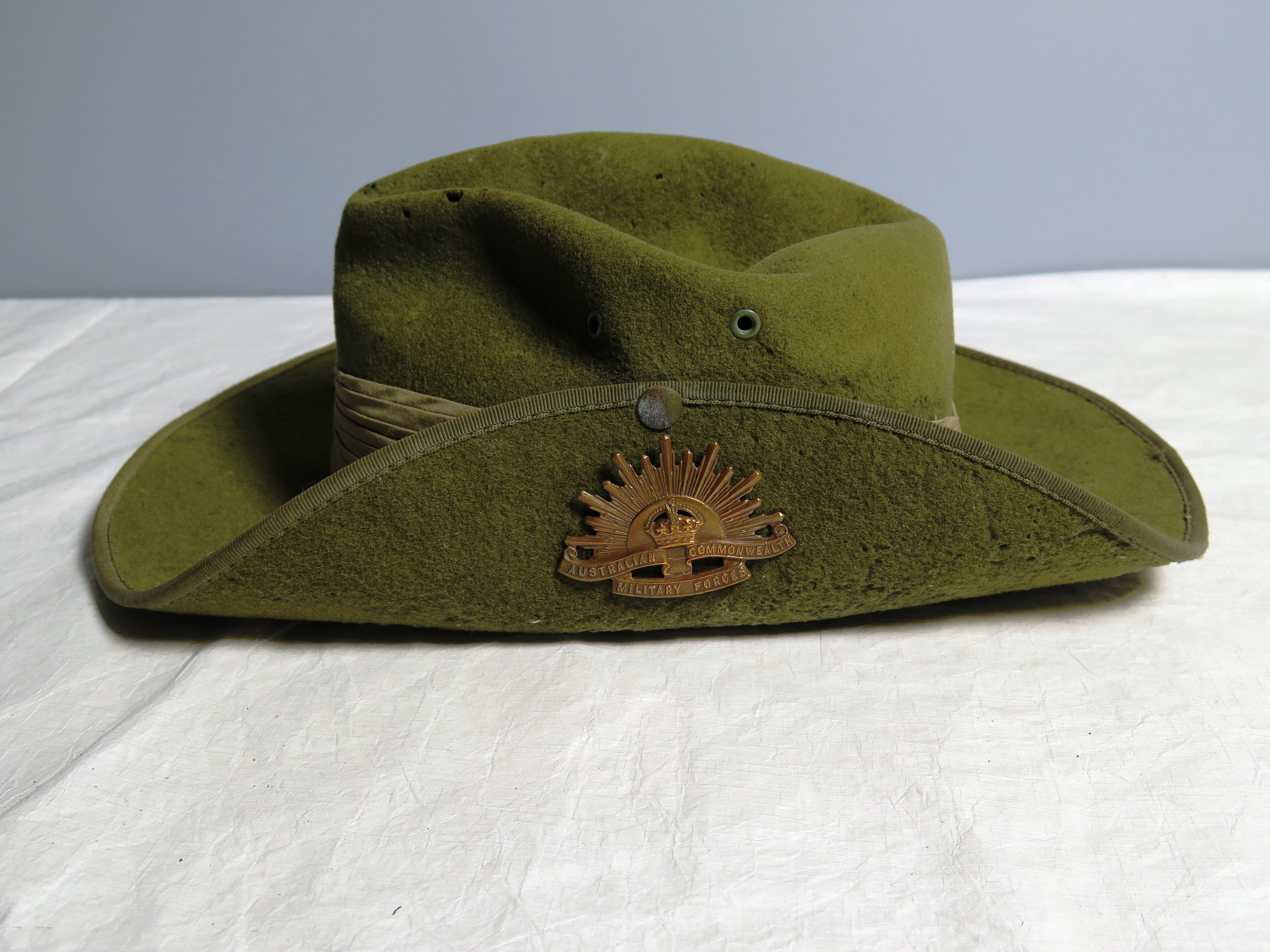
Sombrero holgado de fieltro de lana pura, usado por las fuerzas militares australianas en la Primera Guerra Mundial

El abatanado es un paso en la manufactura textil de la lana que implica la limpieza de telas tejidas o de punto  para eliminar aceites (lanolina), suciedad y otras impurezas, y hacer que se encoja por fricción y presión. El trabajo produce una tela lisa y con un acabado ceñido que aísla y repele el agua. Ejemplos bien conocidos son las lonas, producidas por primera vez en Flandes en el siglo XIV y el loden, producido en Austria a partir del siglo XVI.

## Proceso
El abatanado implica dos procesos: el descrude y el molido (espesamiento).  
Originalmente, el abatanado se realizaba golpeando la tela de lana con un garrote, o con los pies o las manos del batanero. En la tradición gaélica escocesa, este proceso iba acompañado de canciones que las mujeres cantaban para ir marcando el ritmo. A partir de la época medieval, sin embargo, el abatanado se realizaba a menudo en un molino de agua, seguido del tensado de la tela sobre grandes bastidores conocidos como tensores, a los que se sujetaba mediante tenazas. 
En la época romana, el abatanado era realizado por esclavos, quienes trabajaban la tela mientras estaban sumergidos hasta los tobillos en tinas de orina humana. La orina era tan importante para el negocio de los batanes que estaba sujeta a impuestos. La orina rancia era una fuente de sales de amonio que ayudaba a limpiar y blanquear la tela, y a entrelazar sus fibras. En el período medieval, se introducía tierra de batán para su uso en el proceso, material similar a la arcilla blanda que se presenta naturalmente como un silicato de aluminio hidratado impuro. Se utilizaba junto con el lavado. Más recientemente, se ha utilizado jabón.
El segundo paso tras el descrude era espesar la tela uniendo las fibras para darle resistencia y aumentar su impermeabilidad (fieltrado). Esto era vital en el caso de materiales elaborados a partir de lana cardada, pero no para aquellos elaborados a partir de lana peinada. Después de esta etapa, se usaba agua para enjuagar el líquido maloliente usado durante la limpieza. El fieltro de la lana se produce al martillar u otra agitación mecánica porque las escamas microscópicas en la superficie de las fibras de lana se enganchan entre sí, algo así como fijaciones de gancho y bucle.

## Historia
Hay varias referencias bíblicas al abatanado (2 Reyes 18:17; Isaías 7:3 e Isaías 36:2; Malaquías 3:2; Marcos 9:3). Además de esto, aparece al menos una referencia en los discursos de Lisias, escritos en Atenas durante el siglo V a. C. En la época de las Cruzadas, a finales del siglo XI, los batanes estaban activos en todo el mundo medieval. La primera referencia conocida a un batán en Francia, que data aproximadamente de 1086, se descubrió en Normandía.

## Batanes

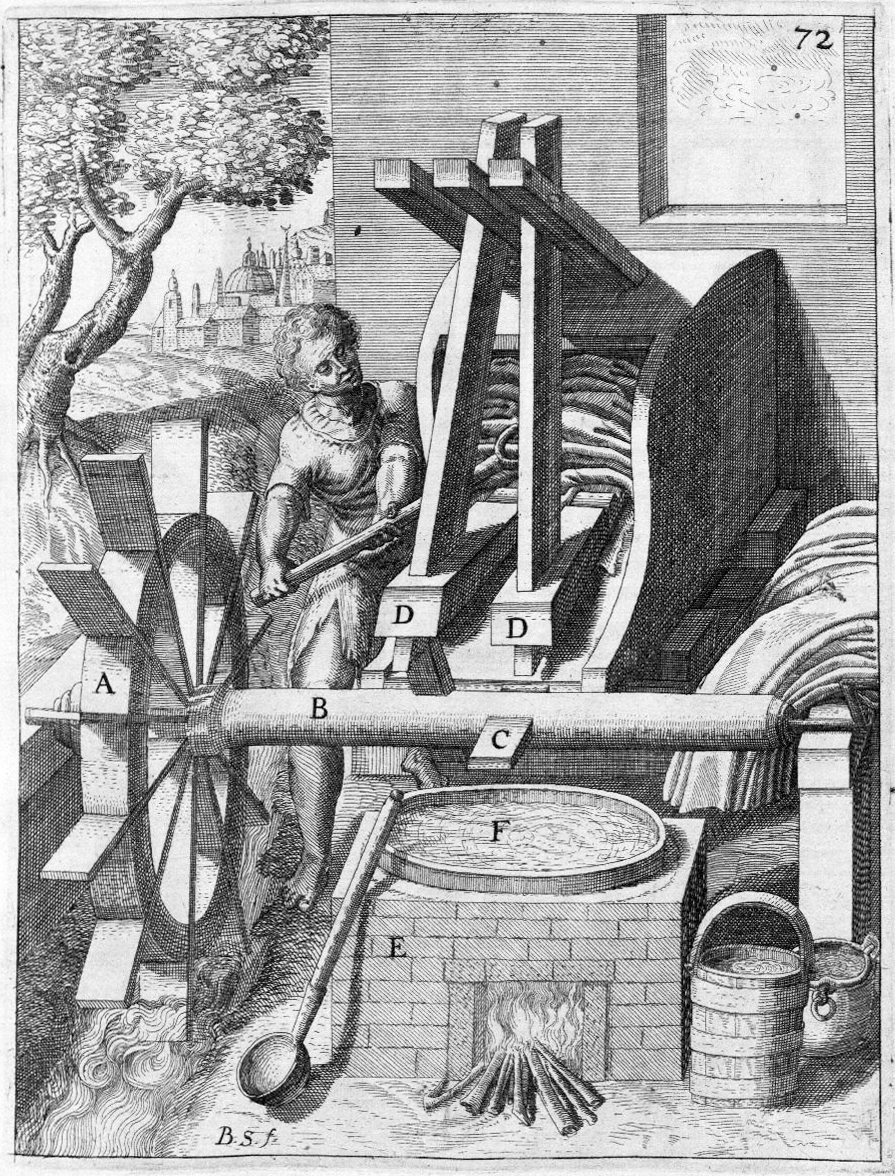
Un batán del Theatrum Machinarum Novum de Georg Andreas Böckler, 1661

El emplazamiento de los batanes siempre era en la orilla de los ríos para aprovechar la fuerza hidráulica. En el cauce del río se construía una pequeña presa, desde ella el agua se conducía por un canal con fuerte pendiente hasta la rueda. Al impactar el agua contra las cucharas de la rueda, esta giraba llevando solidario el eje, cuyas levas accionaban los mazos que golpeaban las mantas.